# Lee Cornes
Lee Cornes is een Brits acteur. Cornes vertolkte vele rollen op de Britse televisie, waaronder die van pubeigenaar Dick Head in Bottom.
Cornes auditeerde voor de rol van Rimmer in de Britse komische serie Red Dwarf. De rol kreeg hij niet, wel speelde hij later een gastrol in de serie.

## Filmografie
- Teenage Kicks televisieserie - Tim Bennet (Afl., Goodbye Cruel Worm, 2008)
- Hustle televisieserie - Ray Bond (Afl., The Lesson, 2005)
- Grange Hill televisieserie - Mr. Geoff Hankin (153 afl., 1990-2002)
- Saturday Live televisieserie - Rol onbekend (Episode 1.4, 1998)
- Does China Exist? (televisiefilm, 1997) - Rol onbekend
- The Detectives televisieserie - Dokter Pete (Afl., Back to Class, 1996|The Beast of Hackney Marshes, 1997)
- Loved by You televisieserie - Gary (Afl., The Apartment, 1997)
- Jack and Jeremy's Real Lives televisieserie - Lee (Afl., Consumer Watchdogs, 1996)
- Jack and Jeremy's Real Lives televisieserie - Tiny Tim (Afl., Restauranteurs, 1996)
- Jack and Jeremy's Real Lives televisieserie - Onslow (Afl., Writers, 1996)
- Bottom televisieserie - Dick Head (Afl., Smells, 1991|Parade, 1992|Dough, 1995)
- Drunk and Disorderly (televisiefilm, 1995) - Rol onbekend
- Eleven Men Against Eleven (televisiefilm, 1995) - Journalist
- There's No Business (1994) - Dickie Valentino
- Rab C. Nesbitt televisieserie - D.S.S. Clerk (Afl., Right, 1993)
- French and Saunders televisieserie - Rol onbekend (Afl., In Bed with French and Saunders, 1993)
- Rab C. Nesbitt televisieserie - Barman (Afl., Country, 1992)
- The Trials of Oz (televisiefilm, 1991) - Marty Feldman
- Screen One televisieserie - Preston Scott (Afl., Filipina Dreamgirls, 1991)
- Tugs televisieserie - Verschillende rollen (6 afl., 1989-1990, stem)
- Rab C. Nesbitt televisieserie - D.S.S. ambtenaar (Afl., Work, 1990)
- Blackadder Goes Forth televisieserie - Soldaat Fraser (Afl., Corporal Punishment, 1989)
- Colin's Sandwich televisieserie - Graham (Afl. onbekend, 1988-1989)
- Red Dwarf televisieserie - Paranoia (Afl., Confidence & Paranoia, 1988)
- Blackadder the Third televisieserie - Shelley (Afl., Ink and Incapability, 1987)
- Filthy Rich & Catflap televisieserie - Vuilnisman (Episode 1.1, 1987)
- Blackadder II televisieserie - Tweede wachter (Afl., Chains, 1986)
- Lenny Henry Tonite televisieserie - Rol onbekend (Afl., Neighbourhood Watch, 1986)
- The Lenny Henry Show televisieserie - Rol onbekend (Episode 2.5, 1985)
- The Young Ones televisieserie - Spasspecker the Dull (Afl., Time, 1984)
- The Young Ones televisieserie - MC (Afl., Cash, 1984)
- The Comic Strip Presents... televisieserie - Arch Crippledick (Afl., Slags, 1984)
- Uliisses (1982) - Rol onbekend
- Doctor Who televisieserie - Trickster (Afl., Kinda: Part 3 & 4, 1982)